# Opération Winterzauber

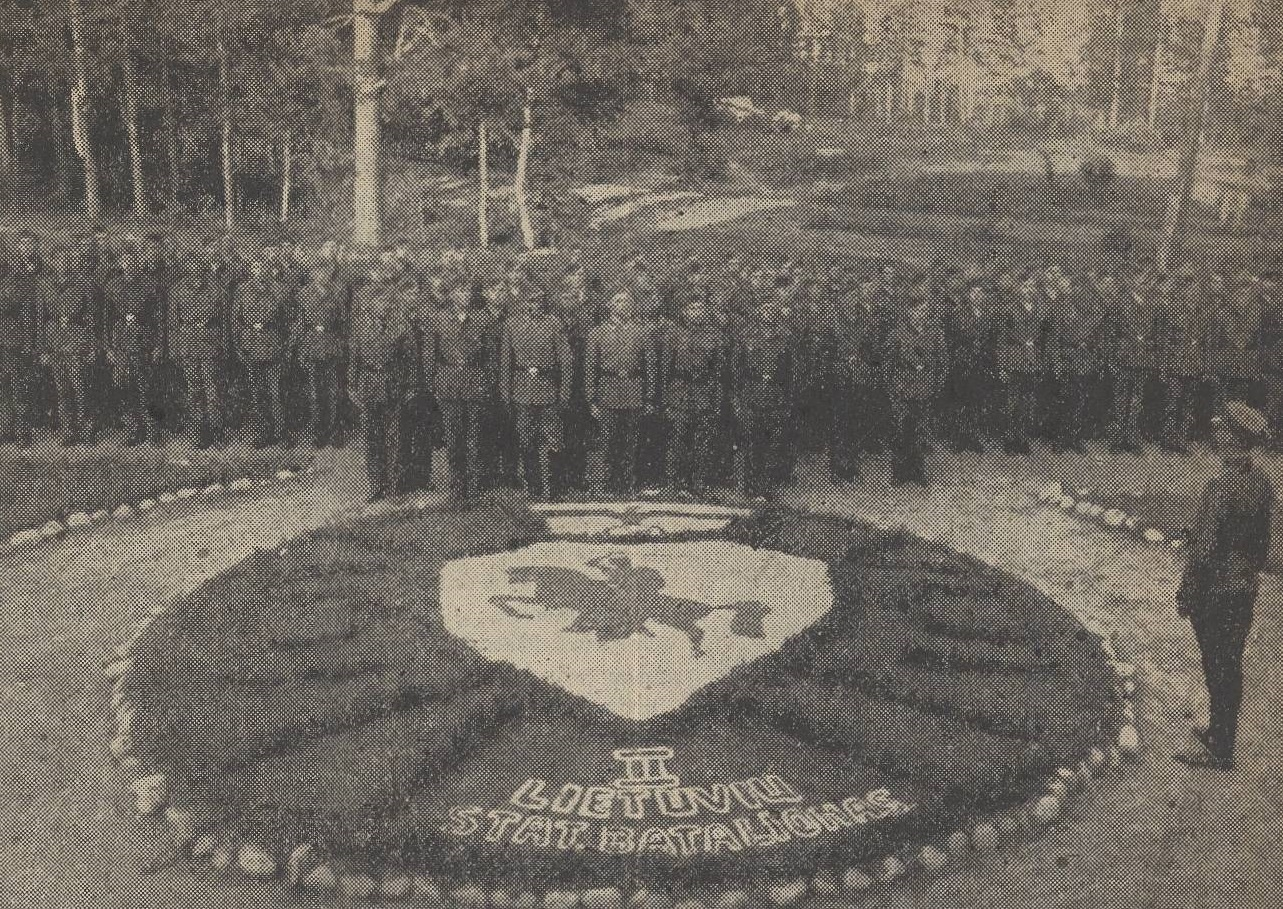
Les soldats des bataillons de construction lituaniens sur le front de l'Est accomplissent un travail important et utile et contribuent ainsi à la destruction du bolchevisme. Sur la photo, nous voyons quelques soldats d'un bataillon lituanien dans un camp qu'ils ont décoré.

L'opération Winterzauber (féérie d'hiver, en allemand) est une opération punitive criminelle menée contre les partisans soviétiques par des troupes baltes et collaborationnistes encadrées par des SS allemands entre le 16 février et le début du mois d'avril 1943. Cette opération se déroule dans le nord de la Biélorussie et la région de Sebej près de Pskov. Cet événement est également appelé la Tragédie d'Osveïa.

## But de l'opération
Le but de l'opération Winterzauber est de créer une zone neutre vidée de ses habitants d'une largeur de quarante kilomètres entre Drissa (aujourd'hui Verkhniadzvinsk) au sud et Zilupe au nord et sur une bande passant par Osveïa (en), Drissa, Polotsk, Sebej et Rossony, à la limite de la Biélorussie et de la Russie. Cette zone sans habitants doit ainsi empêcher les partisans de bénéficier de points d'appui. L'opération est dirigée par l'Obergruppenführer SS Friedrich Jeckeln et menée par sept bataillons de la police auxiliaire lettone et un régiment lituanien, suppléés de petites unités SS. L'ensemble de cette armée est de quatre mille hommes.

## Conduite de l'opération
Selon les archives, l'opération est menée de la manière suivante : des actions policières sont dirigées contre les villages soupçonnés d'avoir apporté nourriture ou renseignement aux partisans pro-soviétiques ou d'en abriter. En fait, toute la population masculine entre seize et cinquante ans peut être soupçonnée. Les miliciens fusillent alors sur le champ le prétendu ou les prétendus suspects. Ensuite toute la population est évacuée à pied. Ceux qui tentent de s'enfuir ou de résister sont fusillés aussitôt. Les femmes et les enfants sont dirigés vers des camps dits de « second éclusage » où les femmes plus robustes sont séparées de leur famille et sont dirigées vers des camps de travail en usine en Allemagne. Les personnes trop faibles sont éliminées sur la route. D'autres sont dirigées vers des camps de concentration comme celui de Salaspils près de Riga.
Dix bataillons mènent ces débuts d'opération, dont huit bataillons lettons, le 273e, le 276e, le 277e, le 278e, le 279e, le 280e, le 281e et le 282e ; le 2e bataillon de police lituanien et le 50e bataillon. Ils sont motorisés avec des unités de gendarmes, d'artillerie, et de transmission, et appuyés par le 2e groupe aéroporté à destination spéciale. L'un des participants à cette opération est Voldemārs Veiss (Woldemar Weiss), Standartenführer de la légion volontaire lettone SS. Il est blessé sur le front et en meurt une semaine après, dans un hôpital militaire de Riga, le 17 avril 1944. Il est enterré aujourd'hui au panthéon des héros de guerre au cimetière militaire de Riga.
La première action d'importance touche le village de Rossitsa à dix-neuf kilomètres de Drissa, le 16 février 1943. La population jeune et relativement forte est évacuée à la gare de Bigossovo et envoyée en camp de concentration de Salaspils ou au travail forcé en Allemagne. Le reste est enfermé avec des otages d'autres villages - pris précédemment - à l'église de Rossitsa. À partir du 17 février, jusqu'au 18 au matin, des petits groupes d'otages sont sortis de l'église et dirigés en camion dans des granges que les miliciens font sauter à la grenade. C'est de la sorte que meurent les PP. Antoni Leszczewicz et Georges Kaszyra qui n'ont pas voulu se séparer de leurs paroissiens. D'autres groupes sont emmenés et fusillés.

## Résultat
Des centaines de villages, dont certains atteignaient le millier d'habitants, disparaissent. Dans le seul raïon (district) d'Osveïa 183 villages ou hameaux sont évacués et incendiés. Onze mille cent quatre-vingt-trois personnes trouvent la mort dans cette zone (dont deux mille cent-dix-huit enfants de moins de douze ans). Quatorze mille cent-soixante-quinze villageois sont déportés : les adultes robustes en Allemagne, les autres à Salaspils.
Au village de Koulakovo par exemple, les SS lettons cernent l'endroit de chars et enferment les hommes dans une grange et les femmes avec enfants à l'école. Ils mettent le feu à cette dernière en déversant de l'essence, puis brûlent la grange et tirent sur certains hommes qui veulent s'enfuir.
Cent cinquante-huit localités villageoises disparaissent totalement en un mois autour d'Osveïa. Douze écoles moyennes et quatre-vingt-dix écoles villageoises sont détruites, ainsi que six dispensaires et cliniques, deux églises orthodoxes et trois églises catholiques. Trois mille six cents civils sont noyés dans la rivière Svolno.
Dans le raïon de Drissa (aujourd'hui raïon de Verkhniadzvinsk), c'est un tiers de la population qui disparaît par rapport au chiffre d'avant-guerre et dans le raïon d'Osveïa, plus de la moitié de la population.

## Souvenir
En Biélorussie, le souvenir des victimes est perpétué par des associations laïques, artistiques ou religieuses qui organisent des événements mémoriels dans les villages qui ont survécu à l’opération Winterzauber.
Une messe est célébrée deux fois par an en l'église de la Sainte-Trinité de Rossitsa au milieu d'août et au milieu de février en mémoire des victimes et des deux prêtres martyrs.
L'État letton n'a pas reconnu les torts de ses anciens citoyens, ne voulant considérer que son rôle de victime dans la Seconde Guerre mondiale.